# Лі Сан Юн (футболіст)
Лі Сан Юн (кор. 이상윤, нар. 10 квітня 1969, Теджон) — південнокорейський футболіст, що грав на позиції півзахисника.
Виступав, зокрема, за клуб «Соннам Ільхва Чхонма», а також національну збірну Південної Кореї, у складі якої був учасником чемпіонатів світу 1990 та 1998 років.

## Клубна кар'єра
Народився 10 квітня 1969 року в місті Теджон. Займався футболом в Університеті Конкук.
У дорослому футболі дебютував 1990 року виступами за команду «Соннам Ільхва Чхонма», в якій провів вісім сезонів, взявши участь у 201 матчі чемпіонату. Більшість часу, проведеного у складі «Соннам Ільхва Чхонма», був основним гравцем команди. За цей час він тричі вигравав чемпіонат Південної Кореї в 1993, 1994 і 1995 роках і Лігу чемпіонів Азії 1996 року.
У 1999 році він приєднався до французького «Лор'яна», втім закріпитись у новій команді не зумів, зігравши лише 4 гри у вищому дивізіоні країни, після чого повернувся до «Соннам Ільхва Чхонма».
Завершив ігрову кар'єру у команді «Пучхон», за яку виступав протягом сезону 2001 року.

## Виступи за збірну
1990 року дебютував в офіційних матчах у складі національної збірної Південної Кореї, з якою того ж року поїхав на чемпіонат світу в Італії, але на поле там не виходив.
Згодом у складі збірної був учасником чемпіонату світу 1998 року у Франції, де зіграв у двох іграх — зі збірними Мексики (1:3) та Нідерландів (0:5), які стали останніми для Лі за збірну. Загалом протягом кар'єри у національній команді, яка тривала 9 років, провів у її формі 31 матч, забивши 12 голів.

## Статистика виступів

### Клубна
| Клуб    | Клуб                   | Клуб    | Чемпіонат | Чемпіонат | Кубок | Кубок | Кубок ліги | Кубок ліги | Міжнародні | Міжнародні | Всього | Всього |
| Сезон   | Клуб                   | Ліга    | Ігор      | Голів     | Ігор  | Голів | Ігор       | Голів      | Ігор       | Голів      | Ігор   | Голів  |
| ------- | ---------------------- | ------- | --------- | --------- | ----- | ----- | ---------- | ---------- | ---------- | ---------- | ------ | ------ |
| 1990    | «Соннам Ільхва Чхонма» | К-Ліга  | 14        | 4         | -     | -     | -          | -          | -          | -          | 14     | 4      |
| 1991    | «Соннам Ільхва Чхонма» | К-Ліга  | 35        | 15        | -     | -     | -          | -          | -          | -          | 35     | 15     |
| 1992    | «Соннам Ільхва Чхонма» | К-Ліга  | 28        | 9         | -     | -     | 7          | 3          | -          | -          | 35     | 12     |
| 1993    | «Соннам Ільхва Чхонма» | К-Ліга  | 29        | 7         | -     | -     | 3          | 0          | -          | -          | 32     | 7      |
| 1994    | «Соннам Ільхва Чхонма» | К-Ліга  | 27        | 6         | -     | -     | 4          | 0          | ?          | ?          |        |        |
| 1995    | «Соннам Ільхва Чхонма» | К-Ліга  | 24        | 1         | -     | -     | 0          | 0          | ?          | ?          |        |        |
| 1996    | «Соннам Ільхва Чхонма» | К-Ліга  | 25        | 5         | ?     | ?     | 0          | 0          | ?          | ?          |        |        |
| 1997    | «Соннам Ільхва Чхонма» | К-Ліга  | 7         | 1         | ?     | ?     | 5          | 0          | ?          | ?          |        |        |
| 1998    | «Соннам Ільхва Чхонма» | К-Ліга  | 12        | 3         | ?     | ?     | 1          | 0          | -          | -          |        |        |
| 1999    | «Лор'ян»               | Ліга 1  | 4         | 0         | 0     | 0     | 0          | 0          | -          | -          | 4      | 0      |
| 1999    | «Соннам Ільхва Чхонма» | К-Ліга  | 15        | 3         | ?     | ?     | 1          | 0          | -          | -          |        |        |
| 2000    | «Соннам Ільхва Чхонма» | К-Ліга  | 25        | 9         | ?     | ?     | 11         | 4          | ?          | ?          |        |        |
| 2001    | «Чеджу Юнайтед»        | К-Ліга  | 16        | 1         | ?     | ?     | 4          | 0          | -          | -          |        |        |
| Загалом | Загалом                | Загалом | 261       | 64        |       |       | 36         | 7          |            |            |        |        |

### Статистика виступів за збірну
| Дата       | Місто    | Господарі      | Результат             | Гості          | Турнір                   | Голи | Примітки |
| ---------- | -------- | -------------- | --------------------- | -------------- | ------------------------ | ---- | -------- |
| 4-2-1990   | Валлетта | Південна Корея | 2 – 3                 | Норвегія       | Кубок Rothmans           | 1    |          |
| 10-2-1990  | Аттард   | Мальта         | 1 – 2                 | Південна Корея | Кубок Rothmans           | -    |          |
| 15-2-1990  | Багдад   | Ірак           | 0 – 0                 | Південна Корея | товариський матч         | -    | 45'      |
| 18-2-1990  | Каїр     | Єгипет         | 0 – 0                 | Південна Корея | товариський матч         | -    | 63'      |
| 31-7-1990  | Пекін    | Південна Корея | 1 – 0                 | КНР            | Кубок Династії 1990      | 1    |          |
| 3-8-1990   | Пекін    | КНР            | 1 – 1 д.ч. (4-5 п.п.) | Південна Корея | Кубок Династії 1990      | -    | 77'      |
| 26-8-1992  | Пекін    | КНР            | 0 – 2                 | Південна Корея | Кубок Династії 1992      | -    | 56'      |
| 29-8-1992  | Пекін    | Японія         | 2 – 2 д.ч. (4-2 п.п.) | Південна Корея | Кубок Династії 1992      | -    | 64'      |
| 10-8-1997  | Сеул     | Південна Корея | 1 – 2                 | Бразилія       | товариський матч         | -    |          |
| 24-8-1997  | Тегу     | Південна Корея | 4 – 1                 | Таджикистан    | товариський матч         | -    | 75'      |
| 6-9-1997   | Сеул     | Південна Корея | 3 – 0                 | Казахстан      | Відбір до ЧС 1998        | -    |          |
| 12-9-1997  | Сеул     | Південна Корея | 2 – 1                 | Узбекистан     | Відбір до ЧС 1998        | 1    | 88'      |
| 28-9-1997  | Токіо    | Японія         | 1 – 2                 | Південна Корея | Відбір до ЧС 1998        | -    | 64'      |
| 4-10-1997  | Сеул     | Південна Корея | 3 – 0                 | ОАЕ            | Відбір до ЧС 1998        | 1    |          |
| 11-10-1997 | Алмати   | Казахстан      | 1 – 1                 | Південна Корея | Відбір до ЧС 1998        | -    | 77'      |
| 18-10-1997 | Ташкент  | Узбекистан     | 1 – 5                 | Південна Корея | Відбір до ЧС 1998        | -    | 65'      |
| 1-11-1997  | Сеул     | Південна Корея | 0 – 2                 | Японія         | Відбір до ЧС 1998        | -    | 46'      |
| 9-11-1997  | Абу-Дабі | ОАЕ            | 1 – 3                 | Південна Корея | Відбір до ЧС 1998        | -    | 62' 75'  |
| 27-1-1998  | Бангкок  | Єгипет         | 0 – 2                 | Південна Корея | King's Cup 1998          | 1    |          |
| 29-1-1998  | Бангкок  | Таїланд        | 0 – 2                 | Південна Корея | King's Cup 1998          | -    | 20'      |
| 1-3-1998   | Йокогама | Японія         | 2 – 1                 | Південна Корея | Кубок Династії 1998      | 1    |          |
| 4-3-1998   | Йокогама | Південна Корея | 2 – 1                 | КНР            | Кубок Династії 1998      | 1    |          |
| 7-3-1998   | Токіо    | Південна Корея | 1 – 0                 | Гонконг        | Кубок Династії 1998      | -    |          |
| 1-4-1998   | Сеул     | Південна Корея | 2 – 1                 | Японія         | товариський матч         | 1    | 84'      |
| 22-4-1998  | Белград  | Югославія      | 3 – 1                 | Південна Корея | товариський матч         | -    | 87'      |
| 16-5-1998  | Сеул     | Південна Корея | 2 – 1                 | Ямайка         | товариський матч         | 2    |          |
| 19-5-1998  | Сеул     | Південна Корея | 0 – 0                 | Ямайка         | товариський матч         | -    |          |
| 27-5-1998  | Сеул     | Південна Корея | 2 – 2                 | Чехія          | товариський матч         | -    | 84'      |
| 4-6-1998   | Сеул     | Південна Корея | 1 – 1                 | КНР            | Korea-China Annual Match | 1    |          |
| 13-6-1998  | Ліон     | Південна Корея | 1 – 3                 | Мексика        | ЧС 1998 - 1-й етап       | -    |          |
| 20-6-1998  | Марсель  | Нідерланди     | 5 – 0                 | Південна Корея | ЧС 1998 - 1-й етап       | -    |          |
| Усього     |          | Матчів         | 31                    |                | Голів                    | 12   |          |

## Досягнення
«Соннам Ільхва Чхонма»
- К-Ліга
  - Чемпіон: 1993[en], 1994[en], 1995[en]
  - Віце-чемпіон: 1992[en]
- Кубок Південної Кореї з футболу
  - Володар: 1999[en]
  - Фіналіст: 1997[en], 2000[en]
- Кубок південнокорейської ліги[en]
  - Володар: 1992[en]
  - Фіналіст: 1995[en], 2000[en]
- Ліга чемпіонів АФК
  - Чемпіон: 1995–96[en]
  - Фіналіст: 1996–97[en]
- Суперкубок Азії
  - Володар: 1996[en]
- Афро-азійський клубний чемпіонат
  - Чемпіон: 1996